# Терапевтичне непорозуміння
Терапевтичне непорозуміння є поширеною етичною проблемою, з якою стикаються дослідження на людях. Вперше вона була описаний у 1982 році Полом Аппельбаумом та його колегами. Ця ідея була представлена спільноті біоетики в 1987 році. Формулювання, надане Appelbaum et al. у 1987 році було наступне: «Підтримувати терапевтичне непорозуміння означає заперечувати можливість того, що участь у клінічних дослідженнях може мати серйозні недоліки, які випливають із природи самого дослідницького процесу».

## Контекст і визначення
Концепція терапевтичного непорозуміння не мала великого розголосу до початку 2000-х років, під час яких посилання на цю концепцію значно розширилися. Спочатку цей термін використовувався лише в контексті рандомізованих контрольованих досліджень, а тепер широко використовується серед соціологів, нейробіологів і клінічних дослідників.

### Терапевтичне непорозуміння
Терапевтичне непорозуміння шкодить розумінню суб'єкта дослідження, що є вирішальним для автономного рішення. Певні фактори можуть підвищити ризик терапевтичного непорозуміння, наприклад, дослідження, подібні до клінічної допомоги з точки зору дизайну дослідження, або коли суб'єкти мають обмежений обсяг доступного лікування, наприклад, пацієнт із раком у термінальній фазі, який не реагує на відомі методи лікування. Стратегії мінімізації неправильного терапевтичного уявлення включають надання чіткого опису процедур і цілей дослідження (наприклад, пояснення дизайну дослідження, розподілу лікування та можливості отримання плацебо, оскільки розподіл є рандомізованим) і проведення всебічного обговорення з суб'єктом добровільності характеру участі та доступні альтернативи.

### Терапевтична неточність
Терапевтична неточність може виникнути, коли суб'єкти переоцінюють переваги, які може надати їм дослідження, або коли вони недооцінюють потенційні ризики, пов'язані з конкретним дослідженням. Терапевтична неточність від терапевтичного непорозуміння відрізняє те, що при терапевтичній неточністі суб'єкти переоцінюють переваги випробування, навіть якщо вони правильно розуміють, чим дослідницькі процедури відрізняються від допомоги, яку вони інакше отримували б у клінічних умовах. Дослідження, де ймовірність високої користі для суб'єктів низька або де користь малоймовірна, можуть призвести до неправильної оцінки. Один зі способів вирішення цієї проблеми з суб'єктами – надати конкретну інформацію про ймовірність і величину ризиків і переваг у конкретному дослідженні.

### Терапевтичний оптимізм
Терапевтичний оптимізм виникає, коли пацієнт сподівається на найкращий особистий результат. Суб'єкти можуть зберігати оптимізм, одночасно демонструючи розуміння як природи дослідження, так і ймовірності важливих ризиків і переваг. Експертна медична спільнота зазвичай не вважає оптимізм проблемою з етичної точки зору в основному тому, що оптимістичний погляд може допомогти в процесі одужання пацієнта, водночас дозволяючи їм зрозуміти, необхідне для надання дійсної інформованої згоди.

#### Нереальний оптимізм
Оптимізм пацієнта може «представляти етичну проблему для інформованої згоди», якщо він нереалістичний: «оптимізм також може бути продуктом упередженості, за якої людина вірить, що вона, швидше за все, отримає позитивні результати (або менш імовірно матиме негативні результати) ніж інші, хто знаходиться у подібній ситуації».